# Tympanis tsugae
Tympanis tsugae är en svampart som beskrevs av J.W. Groves 1952. Tympanis tsugae ingår i släktet tuvskålar och familjen Helotiaceae.   Inga underarter finns listade i Catalogue of Life.